# Gran Facha
El Gran Facha o Cúspide de Bachimanya (Pico Vachimanya  en aragonès, Grande Facha en francès) és una muntanya de 3.005 m d'altitud, amb una prominència de 283 m que es troba entre la província d'Osca (Aragó) i França.
Aquest pic és el centre orogràfic dels circs de Marcadau, Piedrafita i Bachimanya, rodejat per nombrosos ibons.